# クレヨンしんちゃん オラのごきげんコレクション
『クレヨンしんちゃん オラのごきげんコレクション』は、1996年12月20日に日本のバンダイから発売されたゲームボーイ用ミニゲーム集。
漫画『クレヨンしんちゃん』（1990年 - 2010年）を題材とした作品であり、横スクロールのアクションが主だった前作『クレヨンしんちゃん4 “オラのいたずら大変身”』（1994年）から変わって、過去4作の中からアンケートで好評だったミニゲーム10作と新作のミニゲーム4作合わせての『クレヨンしんちゃん3 オラのごきげんアスレチック』（1994年）同様のミニゲーム集となった。
開発はトーセが行い、プロデューサーは『クレヨンしんちゃん3 オラのごきげんアスレチック』を手掛けた磯貝健夫、音楽はスーパーファミコン用ソフト『機動戦士Vガンダム』（1994年）を手掛けた吹田明仁が担当している。
本作が『クレヨンしんちゃん』を題材としたゲームボーイ用ソフトの最終作となった。

## ゲーム内容

### システム
各エリアでミニゲーム（内容は後述）を行う。ミニゲームの中には、クリアすることによりアイテムが貰えることがあり、ミニゲーム「アスレチックたいかい」が有利になる。時折、出現するぶりぶりざえもんに接触すると、新作ミニゲームで挑戦する。失敗するとこれまでにクリアしたミニゲームを1つ無効にされてしまう。1つクリアするごとにパスワードが表記される。全てのミニゲームをクリアするとゲームクリア。
クレヨンしんちゃんのゲームとしては初めて、ひまわりが登場する。

### ミニゲーム

#### 過去作品からの再収録
詳細は各作品を参照。
クレヨンしんちゃん “オラとシロはお友達だよ”
しんのすけのグラフィックが変更されている。
- だるまさんがころんだ
- さんりんしゃレース

クレヨンしんちゃん2 “オラとわんぱくごっこだゾ”
- サッカー

クレヨンしんちゃん3 オラのごきげんアスレチック
- アスレチックたいかい
- ものまねおゆうぎ
- ハイグレさがし
- ほんやかたづけ
- えさがしごっこ
- ふきふきおそうじ

クレヨンしんちゃん4 “オラのいたずら大変身”
- おすべりジャンプ

#### 本作初収録
おもちゃかたづけ
十字キーでしんのすけを操作し、それぞれの部屋のおもちゃを拾い、おもちゃ箱まで運んで（1度に2個まで）Aボタンで入れる。三輪車を取るとスピードアップ、マップ上のシロやみさえに接触するとおもちゃを1つ落としてしまう。6個全て入れればクリア。
ほしものパニック
みさえが2階から落とす洗濯物を十字キーでキャッチするゲーム。Aボタンでジャンプ。葉っぱは得点にならず、靴を取ると減点。
めいろあそび
最初にAボタンで制限時間を決め、時間内に迷路を脱出する。5回中、3回ゴールに辿り着けばクリア。
たけうまきょうそう
障害物を避けながら、早くゴールにたどり着くゲーム。Aボタンを連打することにより前進。Bボタンで大きくジャンプ。途中のボールにぶつかったり、ジャンプを多用するとバランスを崩ししばらく動けなくなる。

## ストーリー
母のみさえが出かけている間に妹のひまわりの面倒を見ることになったしんのすけ。兄として意気込むしんのすけだったが、目を離した隙にひまわりはどこかに行ってしまう。このままではみさえが帰ってきたら、いつも通りにお説教を受けてしまうのだろう。
果たして、しんのすけはみさえが帰ってくる前にひまわりを見つけ出す事が出来るのであろうか。

## スタッフ
- 原作：臼井儀人
- プロデューサー：磯貝健夫
- アシストワーク：深城賢、高橋和博、柳川絵奈
- スペシャル・サンクス：前畑忠孝、佐藤剛司
- コーディネーター：ネオ フィりゃー、しゃんはい いちろー
- プログラマー：しゃんはい たろう
- デザイナー：しゃんはい じろう
- 音楽：すいてー（吹田明仁）、もーりー、まつきち
- デバッガー：まなまな、まねまね

## 評価
ゲーム誌『ファミ通』の「クロスレビュー」では合計22点（満40点）、『ファミリーコンピュータMagazine』の読者投票による「ゲーム通信簿」での評価は以下の通りとなっており、20.7点（満30点）となっている。
| 項目 | キャラクタ | 音楽 | お買得度 | 操作性 | 熱中度 | オリジナリティ | 総合 |
| 得点 | 3.6        | 3.5  | 3.2      | 3.7    | 3.4    | 3.4            | 20.7 |